# Masse Mensch
Masse Mensch. Ein Stück aus der sozialen Revolution des 20. Jahrhunderts ist ein Revolutionsdrama in sieben Bildern von Ernst Toller, das, im Oktober 1919 geschrieben, 1921 bei Gustav Kiepenheuer in Potsdam im Druck erschien. In der Zweiten Auflage 1922 erhält der Titel einen Bindestrich und lautet Masse-Mensch, „weil das Gegenüber zweier gleichgewichtiger Positionen im ursprünglichen Titel offenbar nicht überall erkannt wurde.“
In den 1920er Jahren machte dieses Drama Toller zu einem der bekanntesten Dramatiker in Deutschland.
Die Uraufführung erfolgte am 15. November 1920 unter der Regie von Friedrich Neubauer im Stadttheater Nürnberg.  Am 29. September 1921 brachte Jürgen Fehling das Stück auf die Berliner Volksbühne. In den darauf folgenden drei Jahren kamen siebzehn Inszenierungen im Ausland hinzu. Es wurde in London, Dublin, New York, Tiflis, Kiew, Leningrad, Sydney und Tokio aufgeführt und war damit das international erfolgreichste Stück Tollers.
1920 protestierte der Deutschvölkische Schutz- und Trutzbund als Teil deren antisemitischer Kultur und Gesellschaftspolitik gegen die Aufführung des Stückes in Nürnberg und verlangte vom Nürnberger Stadtrat die Absetzung des Stücks aus dem Programm, „da ansonsten die Kunst- und Bildungsstätte, wie das Theater ist, durch unreinen und undeutschen Geist um ihren edlen Zweck gebracht werde (so der Bericht im Fränkischen Kurier vom 23.10.1920).“ In geschlossenen Vorstellungen konnte das Stück jedoch für Gewerkschaftsmitglieder gespielt werden.

## Inhalt
Die Intellektuelle Sonja Irene L. führt bewaffnete Arbeiter in den Kampf gegen die Kriegsgewinnler. Nach der Niederlage bezahlt die Frau ihre Festigkeit mit dem Leben.
Deutschland im November 1918 bis zum Mai 1919: Irenes Ehemann, ein Bürgerlicher und Handlanger der Bankiers, droht mit Scheidung, weil die Gattin das Staatswohl schädige und den inneren Feind unterstütze. Irene ist nicht erpressbar. Dem Staat des Gatten will sie die Maske von der Mörderfratze reißen. Der Ehemann, der an der Effektenbörse den Bankiers als Schreiber dient, meint, Krieg sei zum Überleben seines Staates erforderlich. Obwohl die Schlacht im Westen verloren ist, wird an Flammenwerfern und Giftgas weiter verdient. Die Bankiers tanzen darob vor Freude einen Foxtrott um das Börsenpult.
Die Arbeiter wollen dem Sterben in den Schützengräben ein Ende machen, indem sie die Maschinen in den Rüstungsfabriken stürmen. Irene ruft zum Streik auf. Ihr Widerpart, der Namenlose, ruft: „Revolution!“ Irene will neues Morden verhindern. Der Namenlose setzt sich gegen Irene durch und überzeugt die Arbeiterschaft. Dabei greift er gezielt die Authentizität Irenes an: „(…) waren Sie zehn Stunden lang im Bergwerk (…)? Sie sind nicht Masse!“. Am nächsten Morgen beginnt die Revolution. Die Arbeiter unterliegen. Irene wird gefangen genommen und hingerichtet.

## Selbstzeugnis
Im Oktober 1921 schreibt Toller aus der Festungshaft in der Justizvollzugsanstalt Niederschönenfeld: „Das Drama Masse-Mensch ist eine visionäre Schau, die in zweieinhalb Tagen förmlich aus mir brach… Ein Jahr währte die mühselige Arbeit des Neuformens und Feilens.“

## Rezeption
- Alfred Kerr umschreibt die karge Ausstattung mit „Andeutungsbühne“[9] und findet das Stück einerseits „zu friedlich“.[10] Andererseits nennt er Toller einen Dichter.[11]
- Nach Siegfried Jacobsohn[12] mangele es dem Autor des Stücks sowohl an Ingenium als auch an Poesie.
- Für Alfred Döblin ist das Stück misslungen, da statt Gestaltung unverdaute Ideen dominieren. Tollers Figuren bezeichnet er als „Denkfigurinen, Mannequins für Ideen.“[13]
- Seine Kritiker hätten Toller schließlich von der „Abstraktheit“ des eigenen Stücks überzeugt.[14] Auch in neuerer Zeit würden die drei Traumbilder in dem Stück noch kritisiert.[15]
- Koebner[16] schätzt Toller als „politischen Dramatiker“.
- Gewalt kontra Humanitas sei das große Thema des Werkes.[17]
- Altendorfer[18] sieht das Stück als Versuch des Autors, Novemberrevolution und Räterepublik kritisch zu prüfen. Dabei sei Tollers Methode die „künstlerische Distanzierung“. Dem kommunistischen[19] „Der Zweck heiligt die Mittel“[20] stelle Toller seine Auffassung von der Humanität im revolutionären Kampf entgegen. Toller verabscheue Kapitalismus und Kommunismus gleichermaßen, da beide Gewalt anwendeten.
- Schulz[21] liest unter anderem aus dem Untertitel „Ein Stück aus der sozialen Revolution des 20. Jahrhunderts“ Zukunftsträchtiges heraus. Dieses Drama, im Jahre Eins nach der Novemberrevolution geschrieben, weise auf heraufkommende soziale Umwälzungen hin. Das Drama sei – gleichsam Tollers „eigenes Drama“[22] – auch ein Stück Autobiographie. Toller habe  die Ereignisse um den Münchner Munitionsarbeiterstreik vom Februar 1918[23] und das Schicksal der Sarah Sonja Lerch[24] verarbeitet. Den Vornamen Irene habe allerdings der Friedenskämpfer Toller beigefügt.[25]
- Weiterführende Arbeiten zu dem Drama nennt Schulz[26]: Malcolm Pittock (1972), Martin W. Wierschin (Frankfurt am Main 1986) und Steven D. Martinson (1988).
- Kiesel rechnet das Stük dem idealistischen Expressionismus zu.[27] Toller stelle weniger Charaktere als vielmehr „Vertreter von Prinzipien“ auf die Bühne.[28]
- Theodor Geiger überschreibt 1926 in seinem Werk Die Masse und ihre Aktion eines der Kapitel mit „Masse – Mensch“.[29]
- Aufführung 2023 im Schultheater Studio Frankfurt mit vielen aktuellen Bezügen.Szene aus Masse-Mensch

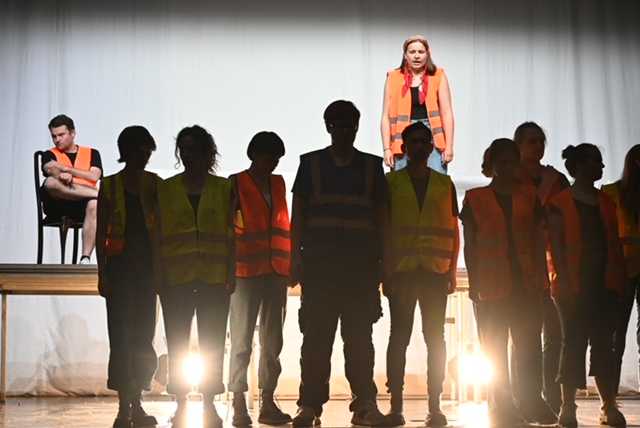
Szene aus Masse-Mensch

## Ausgaben
- Ernst Toller: Masse Mensch. Ein Stück aus der sozialen Revolution des 20. Jahrhunderts. Kiepenheuer, Potsdam 1921. 82 Seiten (Erstausgabe).
- Ernst Toller: Masse-Mensch; ein Stück aus der sozialen Revolution des 20. Jahrhunderts. G. Kiepenheuer, Potsdam 1924 (archive.org).
- Ernst Toller: Masse Mensch. Ein Stück aus der sozialen Revolution des 20. Jahrhunderts. Nachwort von Rosemarie Altenhofer. 77 Seiten. Reclam Stuttgart 1979, ISBN 3-15-009944-7.